# Ружица Рип
Ружица Рип (Бездан, код Сомбора, 1914 — Колашин, 25. март 1942) била је лекарка и учесница Народноослободилачке борбе.

## Биографија
Рођена је 1914. године у селу Бездану, код Сомбора у јеврејској породици Дезидера Рипа. У Београду је 1940. године завршила Медицински факултет. Током студија се прикључила револуционарном студентском покрету и 1940. године је постала члан тада илегалне Комунистичке партије Југославије (КПЈ). Била је веома активна у Удружењу медицинара.
Непосредно пред почетак Другог светског рата налазила се у групи лекара који су илегално лечили болесне и рањене комунисте, као и друге револуционере који су били повређивани у сукобима с полицијом током демонстрација против власти. Након окупације Југославије, почетком маја 1941. године напустила је окупирани Београд и отишла у Црну Гору, на позив свог вереника Милутина Лакићевића. Он је био један од организатора Тринаестојулског устанка у колашинском срезу, а њој је поверио да ради на организовању санитетске службе. Од избијања устанка, јула 1941. године руководила је партизанском болницом у Колашину, где је лечила рањене и болесне партизане.
У време након Пљеваљске битке, децембра 1941. године руководила је партизанском болницом на Жабљаку, а потом је била лекар у Комском партизанском одреду. Приликом изненадног напада четничка Павла Ђуришића на партизанске снаге у околини Колашина, 20. марта 1942. године Ружица је била заробљена у селу Црквине, приликом организовања евакуације партизанске болнице у Манастир Морачу. Након заробљавања била је одведена у Колашин, где је заточена у четничком затвору. Као вереница истакнутог комунисте и организатора партизанског покрета у Колашину, али и Јеврејка, Ружица је заједно са омладинком Ђурђом Влаховић (1910—1942) од стране четничког војног суда била осуђена на смрт. Након пресуде, Ружици је било понуђено да се одрекне вереника и да почне да лечи четнике, али је она то одбила.
Поштујући законик књаза Данила из 1855. године по коме жена не може бити убијена из пушке, јер је пушка и стријељање само за онога који пушку носи и пушком се брани четници су над Ружицом и Ђурђом Влаховић извршили смртну казну вешањем 25. марта 1942. године. Приликом извршења смртне казне Ружица је одбила да јој вежу очи и сама је намакла омчу око врата и одгурнула даску испод ногу. Књижевник Милорад Булатовић је у поеми „Стратиштима у походе” поетски приказао њихову смрт.
Ружицин вереник Милутин Лакићевић (1912—1942), који је био политички комесар Комског партизанског одреда, погинуо је непуна два месеца, након њене смрти, половином маја 1942. године на планини Сињајевини, штитећи одступницу партизанским снагама, које су се повлачиле ка Дурмитору. После рата је проглашен за народног хероја.
Од 1958. године Средња медицинска школа у Сомбору носи њено име.